# Bazylika Najświętszego Serca Pana Jezusa w Augustowie
Bazylika Najświętszego Serca Pana Jezusa w Augustowie – świątynia w Augustowie.

## Historia i architektura
Obecna świątynia zbudowana w latach 1906–1911 w stylu eklektycznym, w miejscu rozebranego klasycystycznego kościoła św. Bartłomieja. Wymiary: długość 50 m, szerokość 20 m, wysokość do sklepienia 15 m, wieże 50 m. Jest z cegły i otynkowana, trójnawowa. Budowniczym kościoła był ksiądz Wincenty Nowicki (proboszcz w latach 1899–1924). Kościół konsekrował biskup Stanisław Kostka Łukomski w 1932 roku. Zniszczony w 1944, po wojnie odbudowany (kościół w 1947, wieże w 1986). Od 2001 bazylika mniejsza.
9 grudnia 2012 przed bazyliką odsłonięto kamień z tablicą pamiątkową i marmurowym krzyżem upamiętniający ofiary katastrofy polskiego Tu-154M w Smoleńsku.

## Ołtarze
- Główny - ołtarz w stylu neorenesansowym wkomponowany jest w apsydę. Posiada mensę wysuniętą do przodu z wysokim tabernakulum, i rozbudowaną, bogato dekorowaną predellę. W przezroczu umieszczony jest obraz Najświętszego Serca Jezusowego. W drugiej kondygnacji, zwieńczonej krzyżem, znajdują się figury św. Bartłomieja oraz aniołów. Po bokach mensy, na linii predelli umieszczone są półkoliste bramki, a nad nimi figury św. Wojciecha i św. Stanisława oraz św. Kazimierza i św. Andrzeja Boboli. Ołtarz wykonany został w ciemnym dębie ze złoconymi dekoracjami przez Artystyczną Wytwórnię Robót Kościelnych i Salonowych Zygmunta Węgrzeckiego w Warszawie.
- św. Antoniego – ołtarz znajduje się w prawej nawie. W jego centrum umieszczony jest obraz św. Antoniego Padewskiego z 1927, sygnowany przez B. Rutkowskiego. Po bokach między kolumnami znajdują się rzeźby św. Doroty i św. Franciszka z Asyżu, zaś w bogato zdobionym zwieńczeniu – figura anioła. Ołtarz wykonany został w stylu neorenesansowym z ciemnego dębu przez Z. Węgrzeckiego.
- św. Apostołów Piotra i Pawła – ołtarz znajduje się w lewej nawie. W centrum umieszczony jest obraz przedstawiający św. Piotra i św. Pawła, sygnowany "B. Rutkowski 1927 r." Przednia ściana mensy dekorowana jest trzema płycinami. Ołtarz zwieńczono masywnym szczytem ujętym wolutami. W szczycie umieszczono figurę anioła, a na szczycie krzyż.
- św. Izydora – ołtarz ma układ trójosiowy, jednokondygnacyjny ze zwieńczeniem. Znajduje się w prawej części transeptu. W jego centrum umieszczony jest obraz św. Izydora Oracza, sygnowany "B. Rutkowski 1952". Na osiach skrajnych we wnękach ujętych kolumnami znajdują się figury Archanioła Michała i św. Floriana. Ołtarz wykonany został z dębu ze złoceniami.
- Świętej Rodziny – ołtarz ma układ trójosiowy, jednokondygnacyjny ze zwieńczeniem. Znajduje się w lewej części transeptu. Przednia ścianka mensy wypełniona jest dekoracją arkadową. Predella jest wysoka, rozczłonkowana z dekoracją płycinową i fryzami. Część centralna nastawy ujęta jest parami kolumn dźwigających pełne belkowanie. W centrum ołtarza znajduje się obraz Świętej Rodziny z 1929 namalowany przez B. Rutkowskiego, zaś w szczycie obraz św. Teresy. Na osiach skrajnych, we wnękach umieszczone są figury św. Anny i św. Józefa, na kolumnach postacie aniołów, zaś nad tabernakulum figura Chrystusa. Ołtarz wykonany został w stylu neorenesansowym w dębie przez Z. Węgrzeckiego.

## Galeria

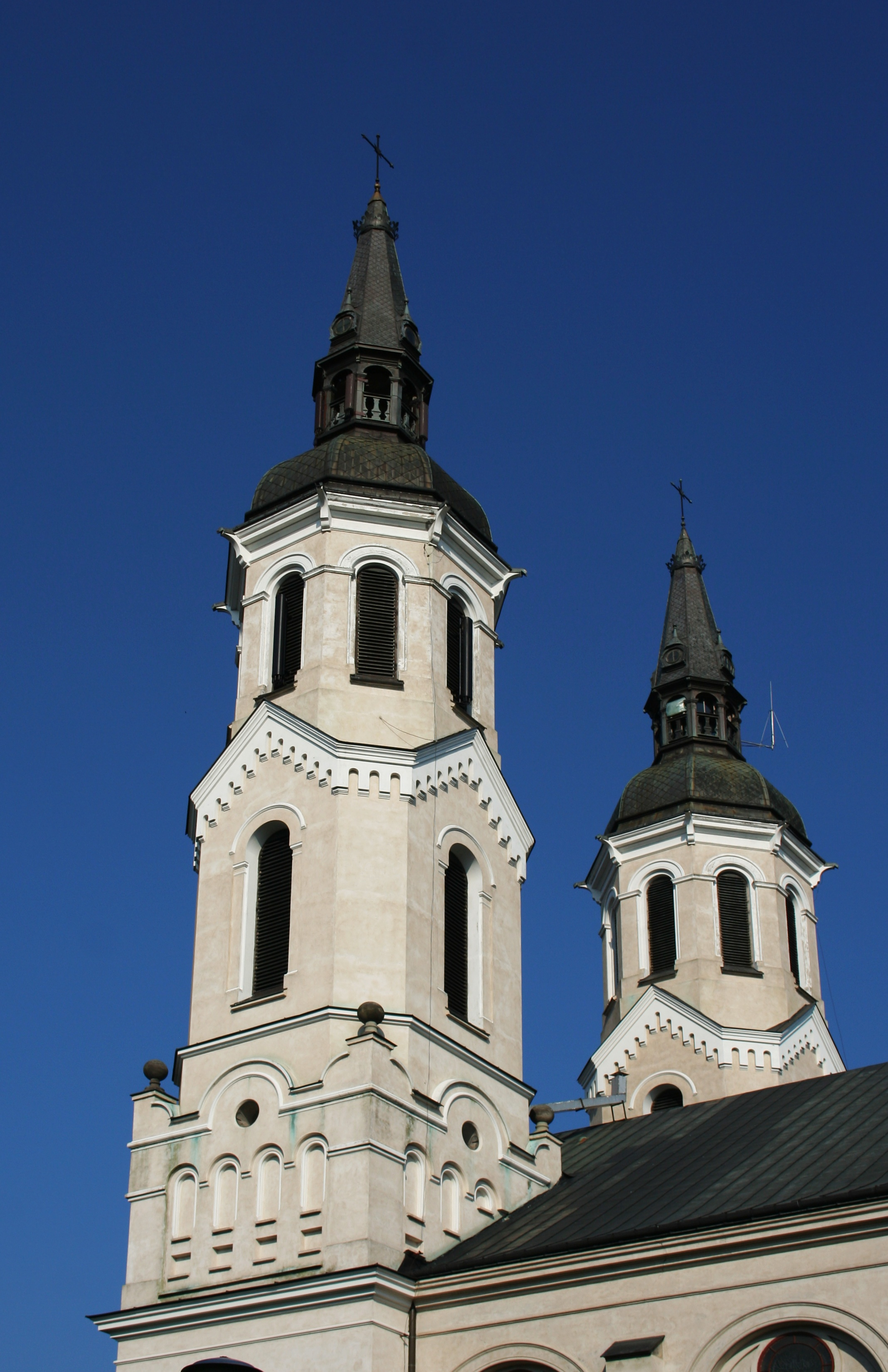
Wieże kościoła
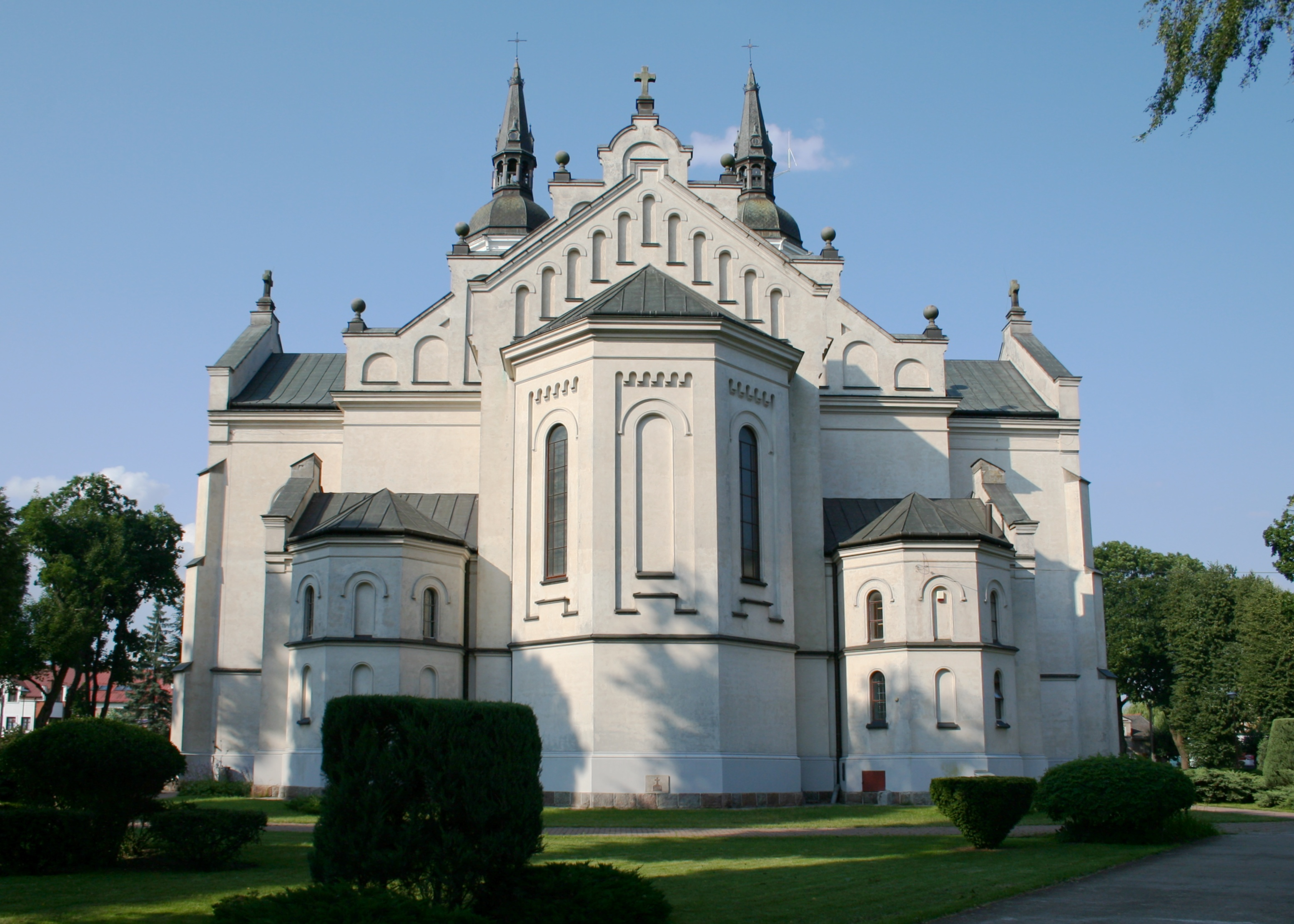
Widok świątyni od tyłu
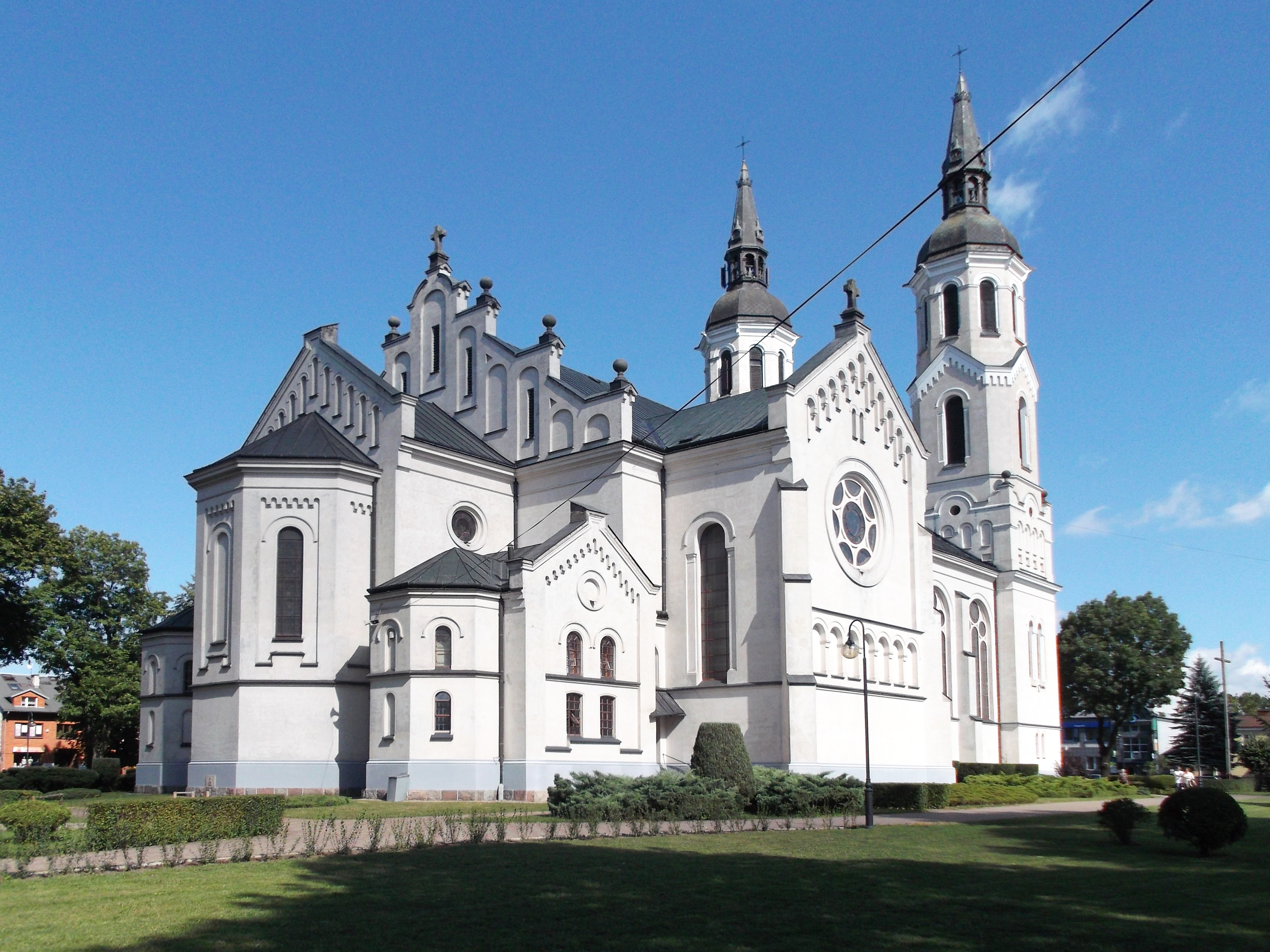
Widok od tyłu i z boku
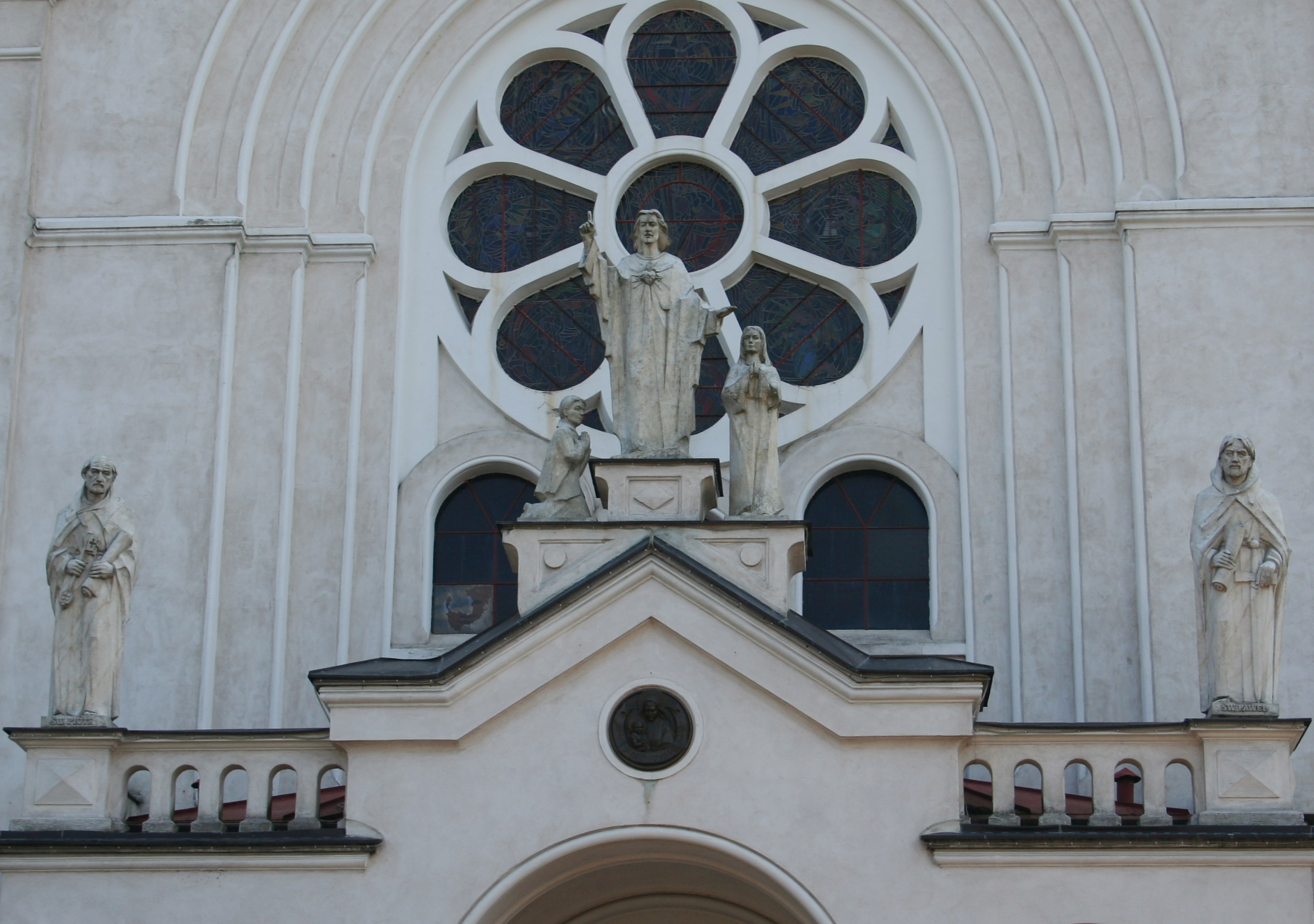
Detale na ścianie frontowej
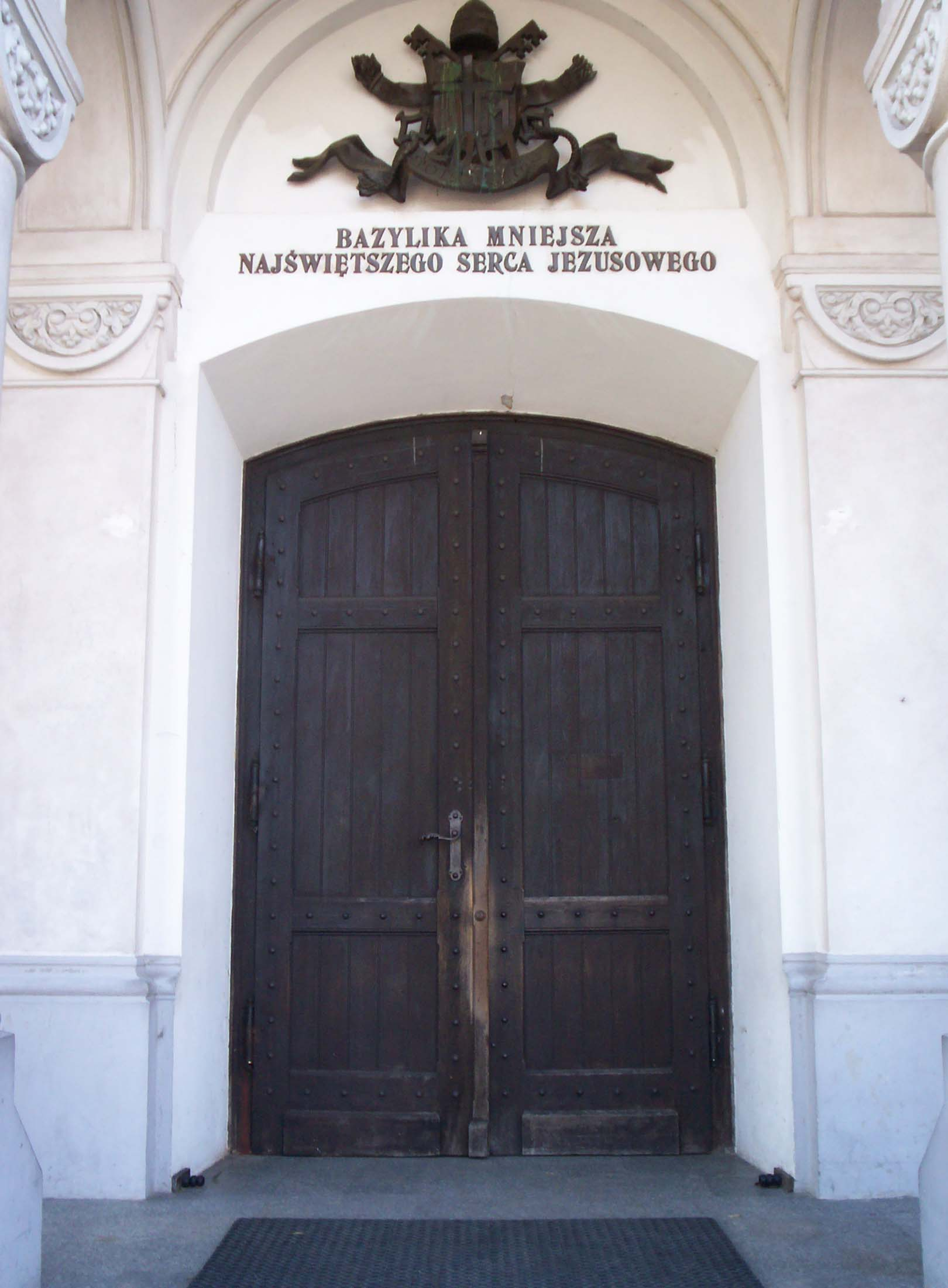
Wejście do bazyliki
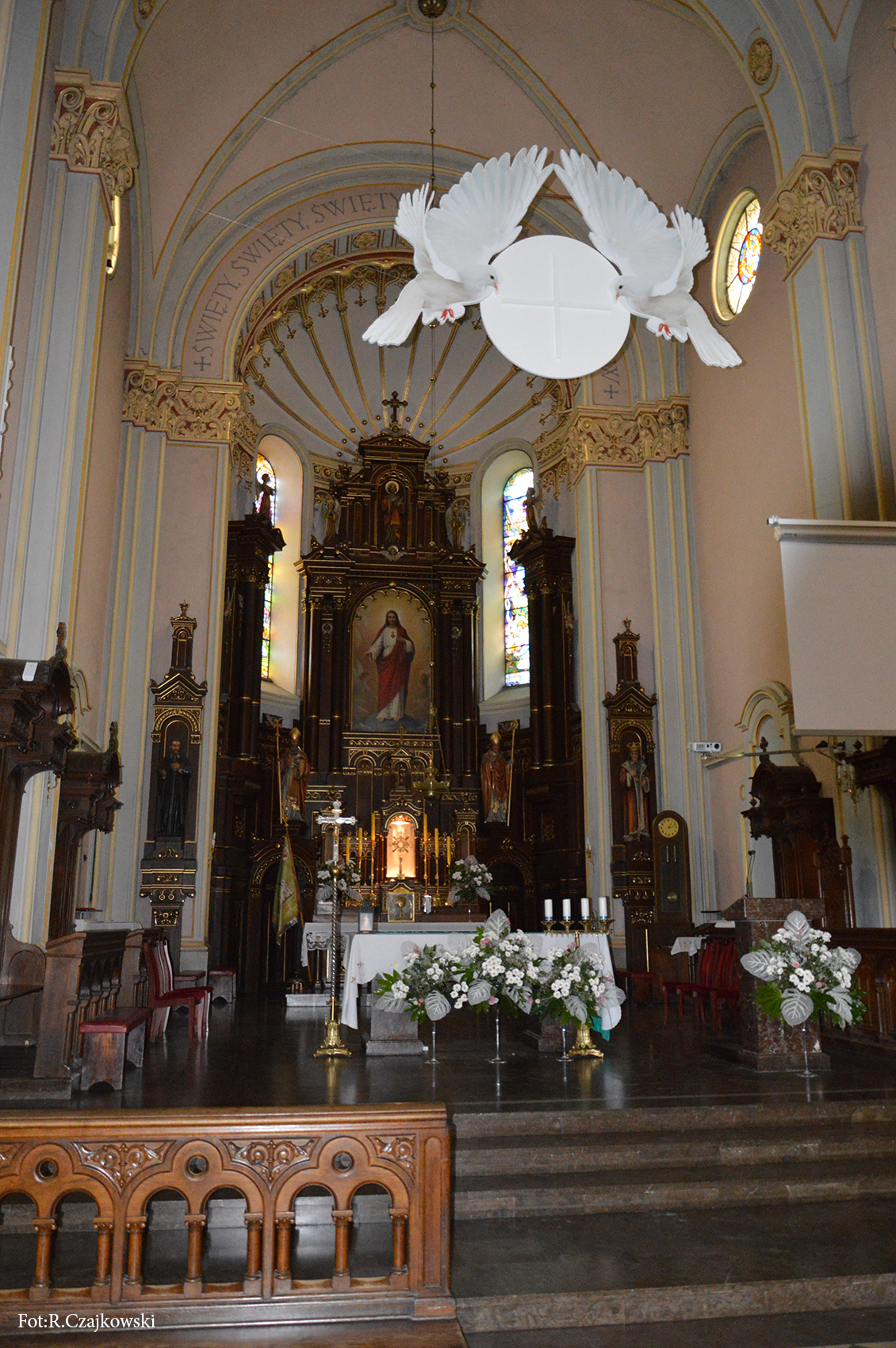
Wnętrze bazyliki - ołtarz główny
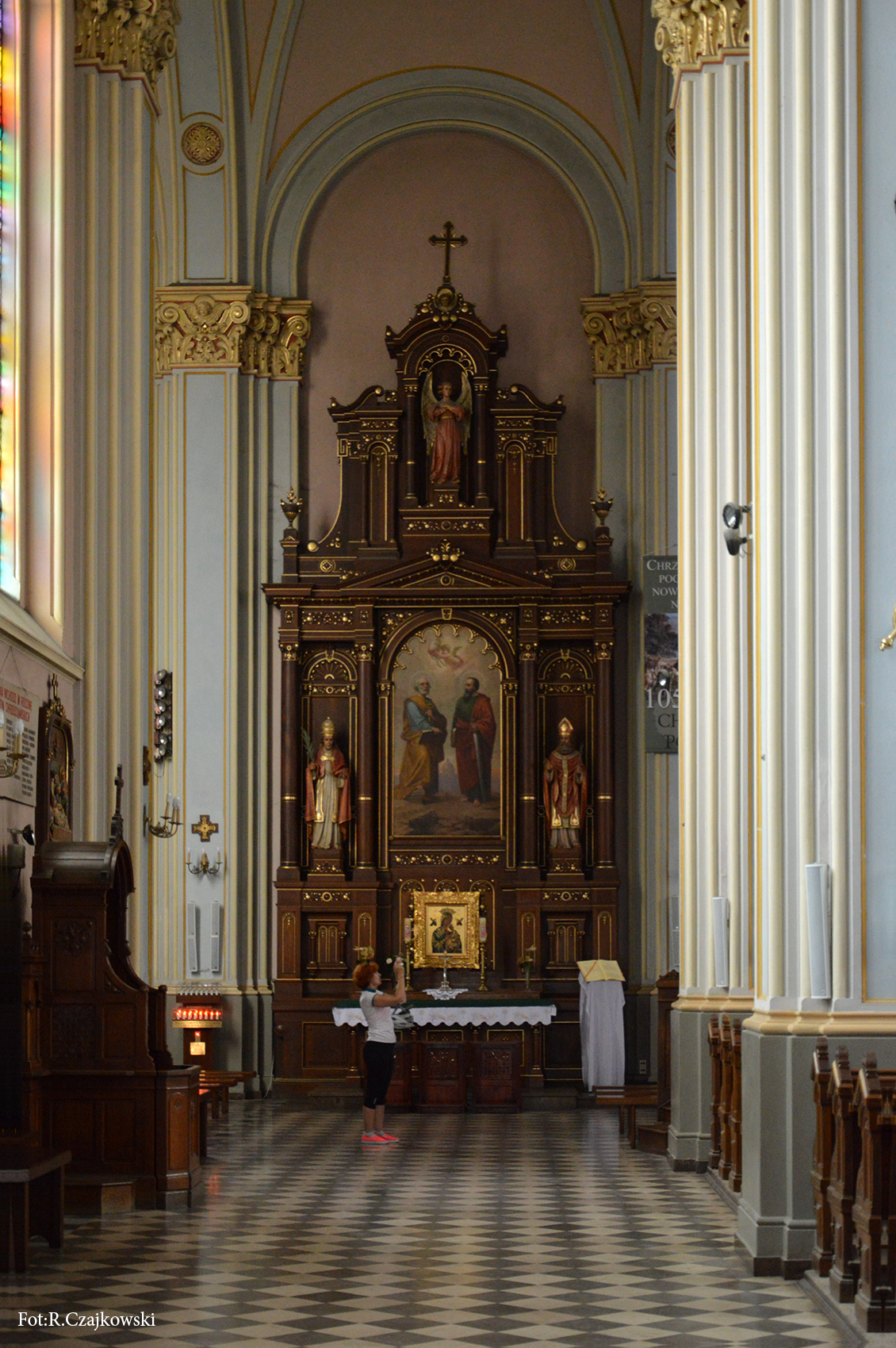
Wnętrze bazyliki - ołtarz śś Apostołów Piotra i Pawła
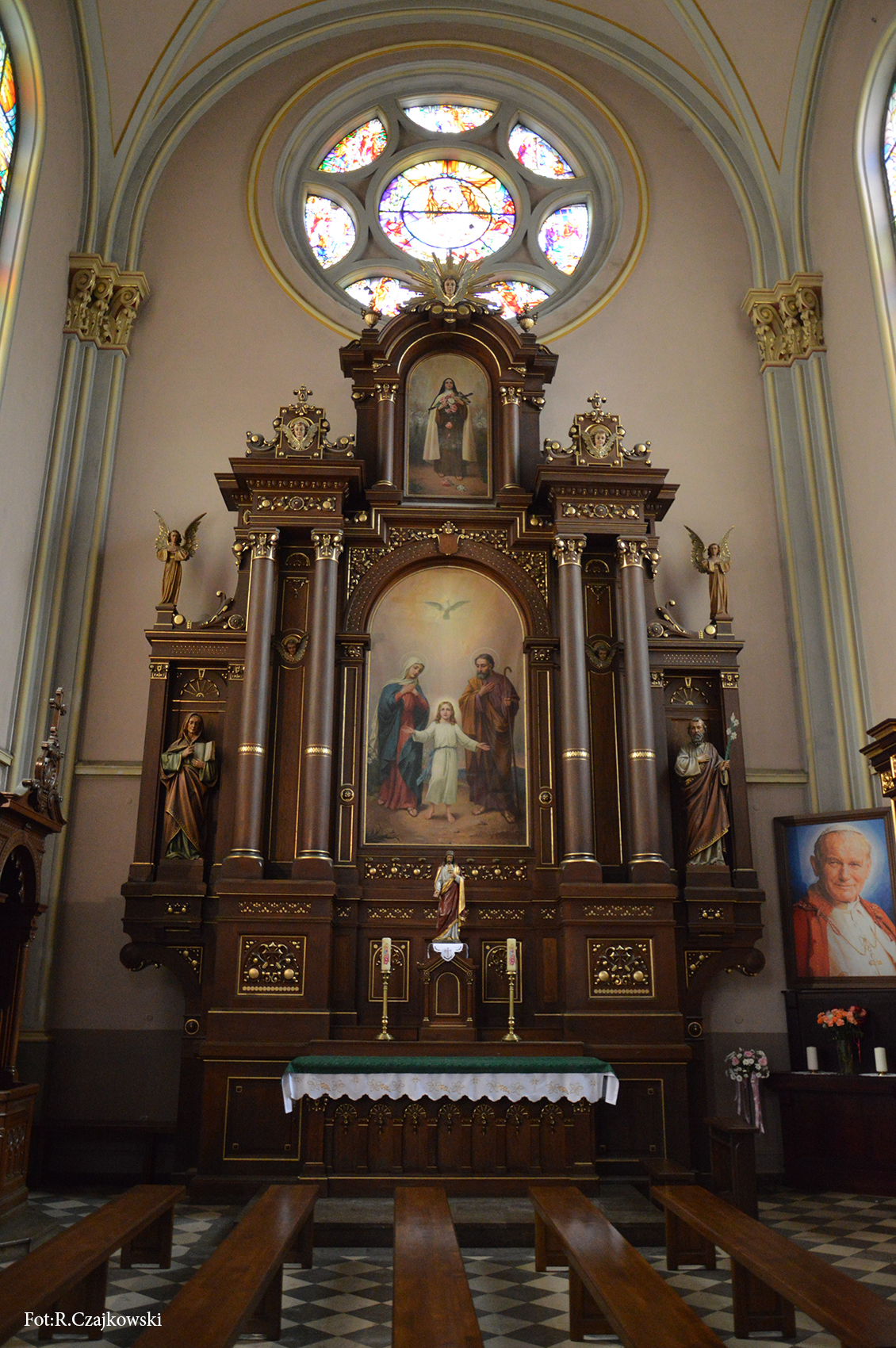
Wnętrze bazyliki - ołtarz św. Rodziny